# Photinia villosa
Photinia villosa là loài thực vật có hoa trong họ Hoa hồng. Loài này được (Thunb.) DC. miêu tả khoa học đầu tiên năm 1825.

## Hình ảnh

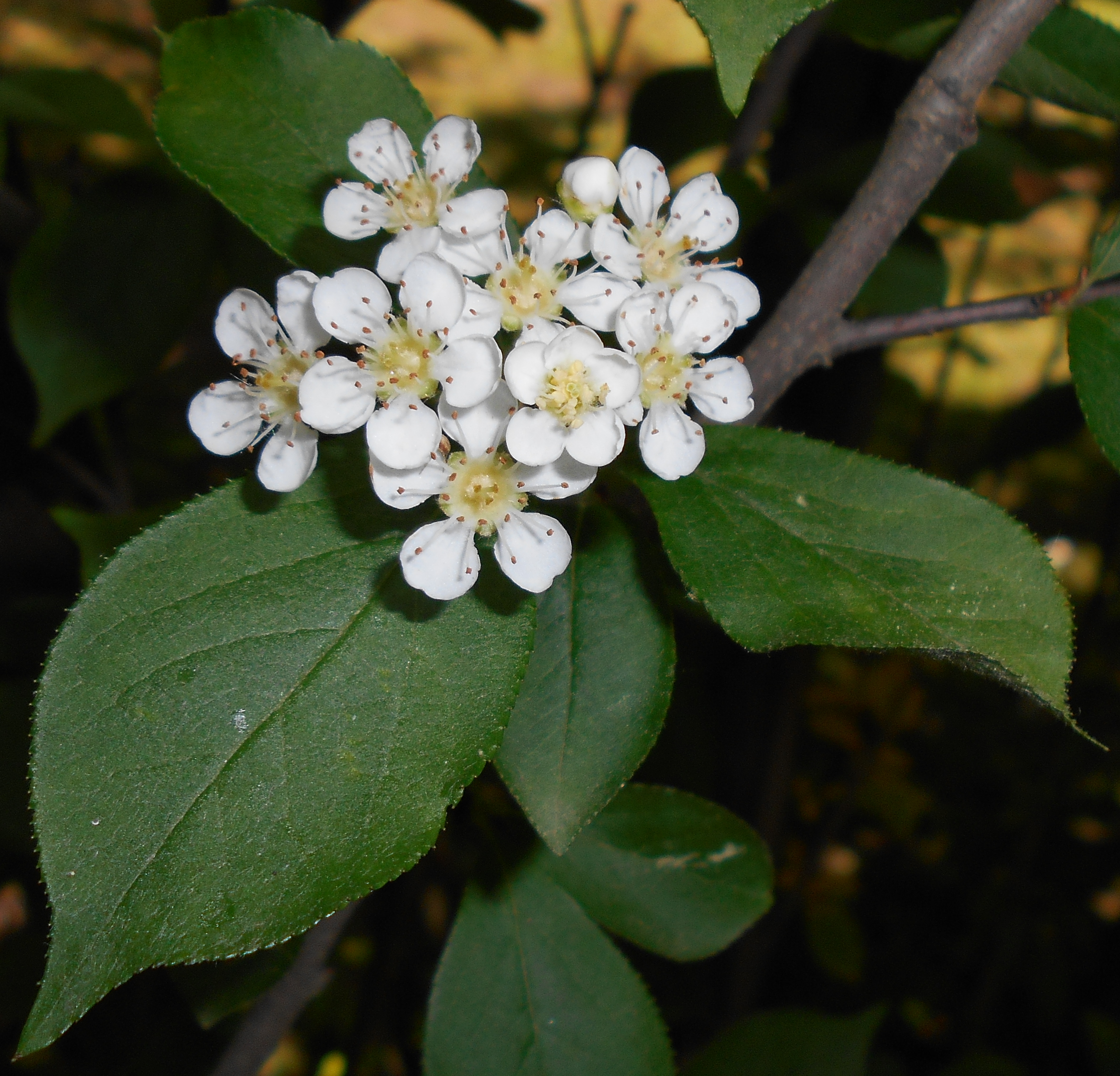
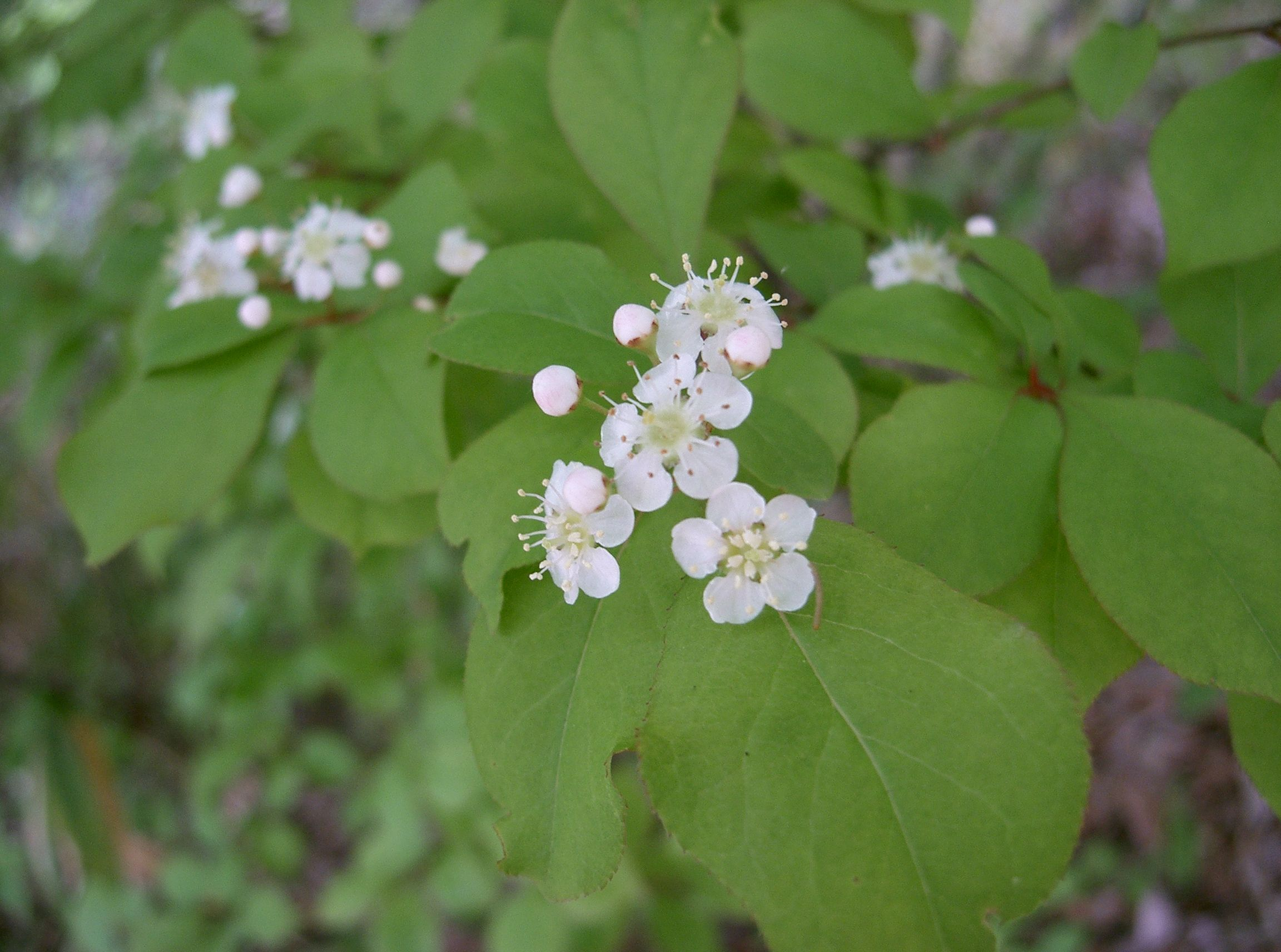
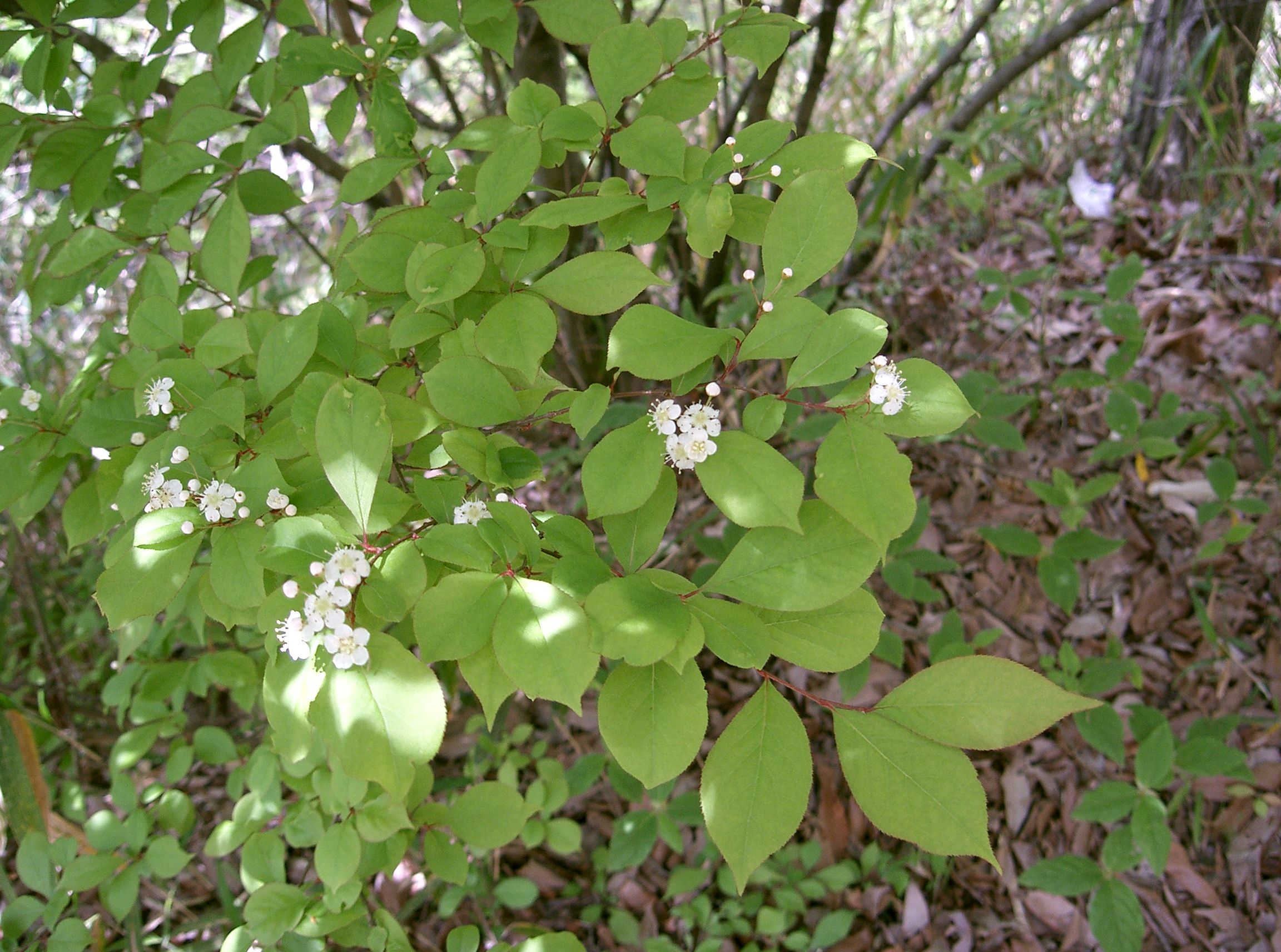
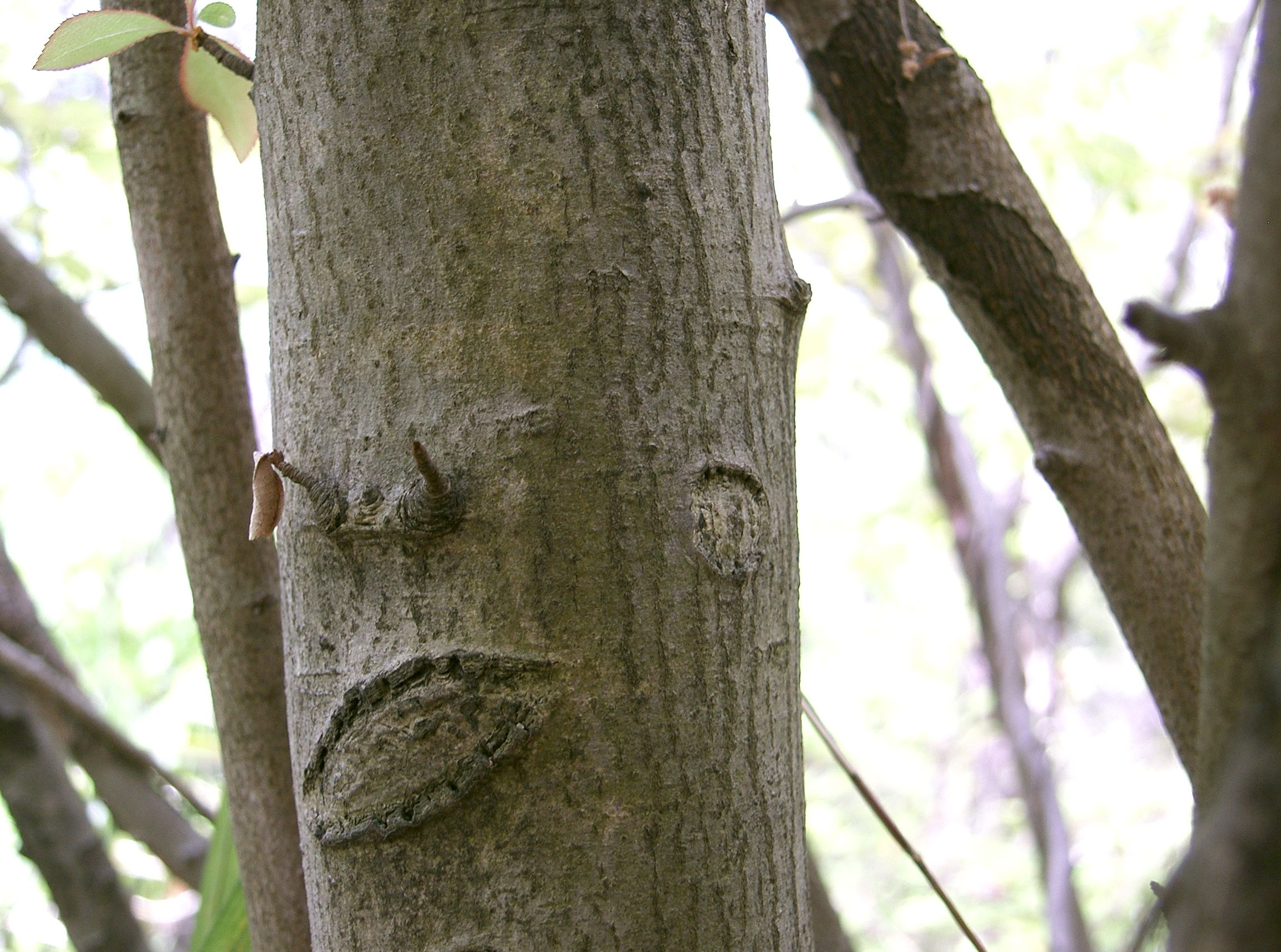
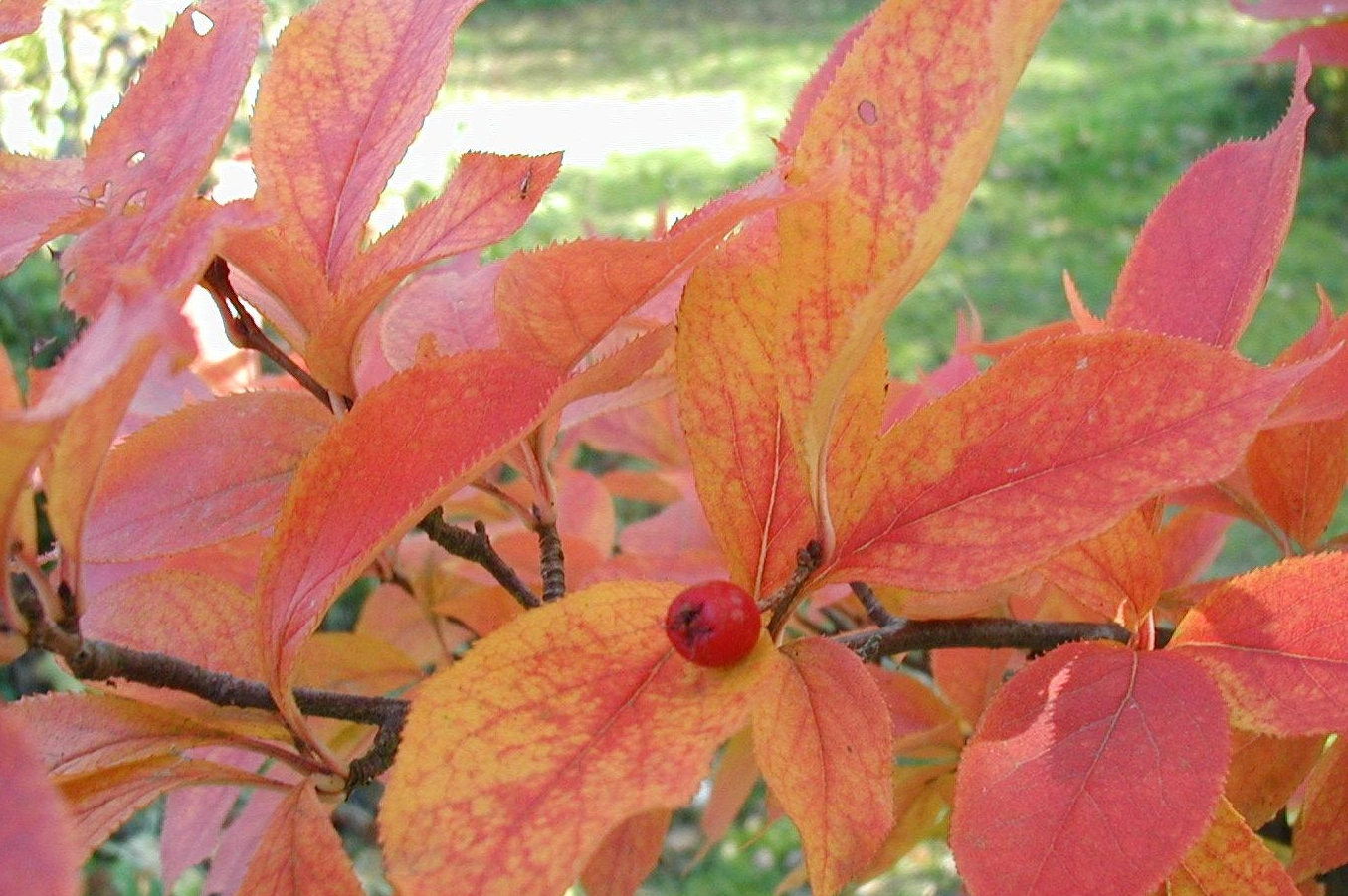